# Ancistrotus aduncus
Ancistrotus aduncus là một loài bọ cánh cứng trong họ Cerambycidae.